# Landing ship dock

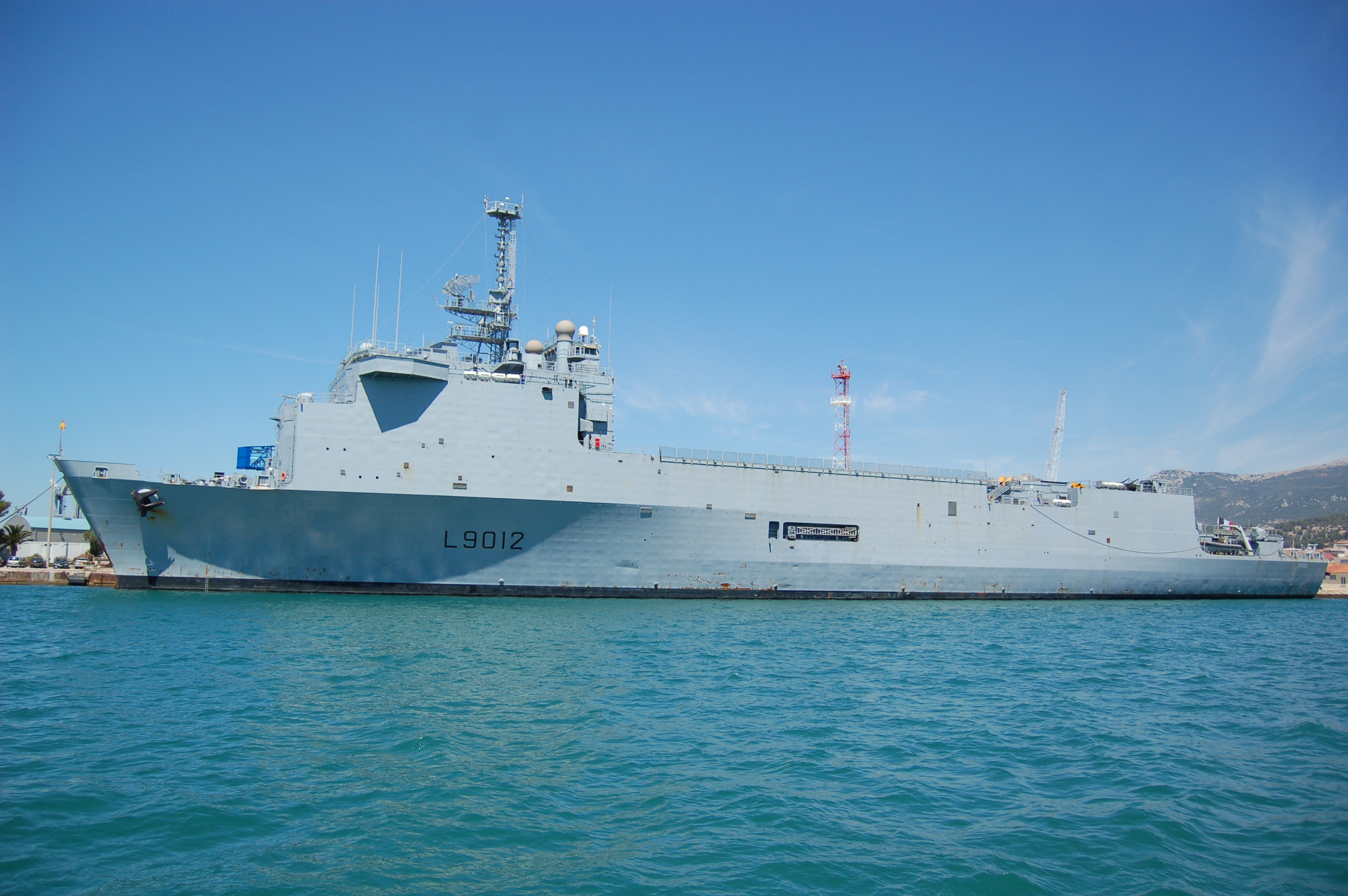
LSD Siroco (L9012) de la clase Foudre.

Un landing ship dock (LSD; o dock landing ship) es un símbolo de clasificación de casco de la Armada de los Estados Unidos aplicado a los buques de asalto anfibio especializados en operaciones de desembarco.
El LSD transporta a la zona del desembarco lanchas de desembarco y vehículos anfibios (como el LCAC). Terminado el desembarco, el LSD funciona como buque de reparaciones para otros buques incluidos aquellos del tipo landing ship medium (LSM) y landing ship infantry (LSI).
Son LDS las naves de las clases Ashland, Casa Grande, Thomaston, Acnhorage, Whidbey Island y Harpers Ferry.